# Wasserziergeflügel
Als Wasserziergeflügel bezeichnet man in Züchterkreisen die gehaltenen Arten der Gänsevögel (Anseriformes), insbesondere der Entenvögel (Anatidae). Das Wasserziergeflügel ist neben Hühnerartigem Ziergeflügel und den Ziertauben die dritte große Untergruppe des Ziergeflügels.
Die Gruppierung des Ziergeflügels in Enten, Gänse, Schwäne und Pfeifgänse folgt nicht der Systematik der Gänsevögel. So wird die Spaltfußgans vom Verband Europäischer Kleintierzüchter (EE) den Gänsen zugeordnet und vom Bund Deutscher Rassegeflügelzüchter (BDRG) den Entenvögeln, diese wiederum ist nicht mit der Familie der Entenvögel (Anatidae) zu verwechseln!
BDRG und EE führen folgende Arten des Ziergeflügels:

## Schwäne
- Coscorobaschwan
- Höckerschwan
- Pfeifschwan
- Schwarzschwan
- Schwarzhalsschwan
- Singschwan (EE)
- Trompeterschwan
- Zwergschwan

## Gänse
- Andengans
- Halsbandgans
- Blauflügelgans
- Blässgans
- Blässgans-Zwerg (BDRG), auch Zwergblässgans
- Brandgans
- Graugans
- Graukopfgans
- Kapgans
- Hawaiigans
- Höckerglanzgans
- Hühnergans
- Kaisergans
- Kanadagans
- Kanadagans, dunkle (BDRG)
- Kanadagans-Zwerg (BDRG), Zwergkanadagans (EE)
- Kelpgans (EE)
- Kleine Schneegans (EE)
- Kurzschnabelgans
- Magellangans (EE)
  - Magellangans, groß (BDRG, leucoptera)
  - Magellangans, klein (BDRG, picta)
- Mähnenente
- Nilgans
- Nonnengans, auch Weißwangengans
- Orinocogans
- Paradiesgans
- Radjahgans
- Ringelgans
- Rostgans
- Rothalsgans
- Rotkopfgans
- Waldsaatgans
- Schneegans
- Schneegans-Zwerg (BDRG), Zwergschneegans (EE)
- Blaue Schneegans (EE), Farbmutante der kleinen Schneegans
- Schwanengans
- Sporengans
- Streifengans
- Zwerggans

## Pfeifgänse (Baumenten)
- Gelbbrust-Pfeifgans, auch Gelbe Pfeifgans, Baumente
- Java-Pfeifgans, auch Zwergpfeifgans
- Kuba-Pfeifgans
- Nördliche Herbstpfeifgans (Unterart der Herbstpfeifgans, auch Rotschnabelpfeifgans)
- Südliche Herbstpfeifgans (Unterart der Herbstpfeifgans)
- Sichelpfeifgans, auch Gelbfußpfeifgans
- Tüpfelpfeifgans
- Wanderpfeifgans
- Witwenpfeifgans

## Enten
- Schmuckzwergente (EE), auch Afrikanische Zwergglanzente (BDRG)
- Amazonasente
- Krickente (EE)
- Kanadapfeifente
- Augenbrauenente
- Halbmond-Löffelente (EE)
- Baermoorente (EE), auch Schwarzkopf-Moorente
- Bahamaente
- Gluckente
- Bergente
- Blauflügelente
- Brautente
- Büffelkopfente
- Burmesische Fleckschnabelente (Unterart der Indien-Fleckschnabelente)
- Braunkopfente
- Chile-Pfeifente
- Dunkelente
- Eiderente
- Eisente
- Europäische Pfeifente
- Europ. u. Asiat. Samtente (BDRG)
- Indien-Fleckschnabelente (alle Unterarten)

→ Burmesische Fleckschnabelente
→ Indien-Fleckschnabelente
→ Chinesische Fleckschnabelente, Östliche Fleckschnabelente
- Floridaente (EE), Florida-Stockente (BDRG)
- Gänsesäger
- Gelbschnabelente
- Halsringente
- Hartlaubente
- Hawaiiente (EE), Hawaii-Stockente (BDRG)
- Pünktchenente
- Indien-Fleckschnabelente (Unterart der Indien-Fleckschnabelente)
- Fahlente
- Kappensäger
- Kastanienente
- Knäkente
- Kolbenente
- Kragenente
- Krickente (alle Unterarten im BDRG)

→ Amerikanische Krickente (EE)
→ Europäische Krickente, Krickente (EE)
- Kuckucksente
- Laysanente (EE), Laysan-Stockente (BDRG)
- Löffelente
- Madagaskarente
- Weißflügelente (BDRG)
- Mandarinente
- Maoriente (EE), Neuseeländische Tauchente (EE)
- Marmelente
- Marmorente
- Mexikanische Stockente (BDRG), auch Mexikoente
- Mittelsäger
- Moorente
- Moschusente
- Neuseeländische Tauchente (EE), Maoriente (BDRG)
- Östliche Fleckschnabelente, auch Chinesische Fleckschnabelente (Unterart der Indien-Fleckschnabelente)
- Rosenschnabelente
- Punaente
- Reiherente
- Rotaugenente
- Rotkopfente
- Rotschnabelente
- Rotschulterente
- Samtente (BDRG)
- Scheckente (BDRG)
- Schellente
- Schnatterente
- Schwarzente
- Schwarzkopfmoorente (BDRG), auch Baermoorente (EE)
- Schwarzkopf-Ruderente
- Sichelente
- Spatelente
- Spießente
- Spitzschwanzente
- Spitzschwingenente (Unterart der Braunkopfente)
- Stockente
- Südamerikanische Löffelente, auch Fuchslöffelente, Argentinische Löffelente
- Tafelente
- Trauerente (BDRG)
- Tasmanmoorente, australische (EE)
- Kanadabergente/Kleine Bergente
- Silberente
- Weißkopf-Ruderente
- Weißrückenente
- Zimtente
- Zwergsäger
- Zwergglanzenten (alle Unterarten), auch Zwergenten

→ Schmuckzwergente, auch Afrikanische Zwergglanzente
→ Smaragdzwergente, auch Grüne Zwergglanzente
→ Koromandelzwergente
- Indische Zwergglanzente
- Australische Zwergglanzente

## Entenvögel
- Halbmond-Löffelente
- Bernierente
- Madagaskarmoorente
- Neuseeländische Löffelente
- Philippinenente
- Prachteiderente
- Riesentafelente
- Samtente
- Schopfente
- Spaltfußgans
- Spatelschnabelente, auch Rosenohrente
- Sporengans
- Kaplöffelente
- Vallisneriaente (EE), auch Riesentafelente (BDRG)
- Weißkehlente

## Nachweise
- BDRG: Ringgrößen-Verzeichnis, S. 257f (PDF, 53 KB, Stand: 7. November 2012)
- Entente Européenne d’Aviculture et de Cuniculture (EE): Ringgrößen Ziergeflügel (PDF, 32 KB, Stand: 3. Mai 2005)